# Papulaspora rubida
Papulaspora rubida är en svampart som beskrevs av Hotson 1912. Papulaspora rubida ingår i släktet Papulaspora, klassen Sordariomycetes, divisionen sporsäcksvampar och riket svampar.   Inga underarter finns listade i Catalogue of Life.